# Abir Zarrouki
Abir Zarrouki (arab. عبير زروقي;ur. 2005) – tunezyjska zapaśniczka walcząca w stylu wolnym. Brązowa medalistka mistrzostw Afryki w 2023. Mistrzyni Afryki juniorów w 2023 i druga w 2022 roku. 